# Hamgyŏng Północny
Hamgyŏng Północny (kor. 함경북도, Hamgyŏng-pukto) – jest prowincją Korei Północnej. Została utworzona w roku 1896 z północnej części dawnej prowincji Hamgyŏng. Stolicą jest Ch’ŏngjin.

## Geografia
Od północy prowincja graniczy z Chinami, od zachodu z Ryanggang, od południowego zachodu z Hamgyŏng Południowym, południową i wschodnią granicę wyznacza Morze Wschodniokoreańskie (Morze Japońskie). Miasto administrowane bezpośrednio przez rząd Rasŏn znajduje się w północno-wschodniej części prowincji i zostało wydzielone w 1993 roku.

## Podział administracyjny
Hamgyŏng Północny podzielony jest na 3 miasta (kor. "Si") oraz 12 powiatów (kor. "Kun"). Jedno z miast, Ch’ŏngjin, podzielone jest na 7 dzielnic (kor. "Kuyŏk").

### Miasta
- Ch’ŏngjin-si (청진시; 淸津市)
  - Ch’ŏng’am-kuyŏk (청암구역; 青岩區域)
  - P’ohang-kuyŏk (포항구역; 浦港區域)
  - Puyun-kuyŏk (부윤구역; 富潤區域)
  - Ra’nam-kuyŏk (라남구역; 羅南區域)
  - Sin’am-kuyŏk (신암구역; 新岩區域)
  - Songp’yŏng-kuyŏk (송평구역; 松坪區域)
  - Su’nam-kuyŏk (수남구역; 水南區域)
- Hoeryŏng-si (회령시; 會寧市)
- Kimch’aek-si (김책시; 金策市)

### Powiaty
- Hwadae-kun (화대군; 花坮郡)
- Kilju-kun (길주군; 吉州郡)
- Kyŏngwŏn-kun (경원군; 慶源郡)
- Kyŏngsŏng-kun (경성군; 鏡城郡)
- Musan-kun (무산군; 茂山郡)
- Myŏnggan-kun (명간군; 明澗郡)
- Myŏngch’ŏn-kun (명천군; 明川郡)
- Onsŏng-kun (온성군; 穩城郡)
- Ŏrang-kun (어랑군; 漁郞郡)
- Puryŏng-kun (부령군; 富寧郡)
- Ŭndŏk-kun (은덕군; 恩德郡)
- Yŏnsa-kun (연사군; 延社郡)

## Klasztory buddyjskie
- Gaesim sa